# Ёрса

Бассейн Печоры

Ёрса (Ёрга, Ёрша) — река в Республике Коми, правый приток реки Печоры. Длина реки — 206 км, площадь бассейна — 2520 км².
Ёрса берёт начало в холмистой местности к северо-востоку от Усть-Цильмы, течёт на запад, собирая воду многочисленных притоков. В среднем и нижнем течении течёт среди болот, русло крайне извилисто.
Ёрса впадает в правую протоку Печоры Лабазский Шар.
Питание снеговое и дождевое. Крупнейшие притоки — Летняя (левый); Слепая (правый).

## Притоки
- 22 км: река Ванина
- 70 км: река Выдрий
- 84 км: река Медвежья
- 86 км: река Лиственничная
- 88 км: река Слепая
- 92 км: река Чёрная
- 96 км: река Комаров
- 112 км: река Конская Грива
- 127 км: река Медвежья
- 137 км: река Серебряная
- 162 км: река Летняя
- 168 км: река без названия
- 182 км: река Андронова Виска
- 189 км: река Грубеёль
- 190 км: река Окунёва-Виска
- 196 км: река без названия